# Manchester United Women Football Club 2019-2020
Questa voce raccoglie le informazioni riguardanti il Manchester United Women Football Club nelle competizioni ufficiali della stagione 2019-2020.

## Stagione
La stagione ha segnato l'esordio del Manchester United nella massima serie del campionato inglese. Con la partenza di Alex Greenwood la fascia di capitano è passata a Katie Zelem. La stagione è stata caratterizzata dallo scoppio della pandemia di COVID-19 nel mese di marzo 2020, che ha portato a un'iniziale sospensione di tutte le competizioni, per poi arrivare a una sospensione definitiva il successivo 25 maggio. La classifica della FA Women's Super League venne stilata in base al rapporto punti conquistati su partite disputate, e lo United mantenne la quarta posizione che aveva al momento della sospensione del torneo, ossia dopo quattordici partite disputate. La partita d'esordio in campionato è stata il derby di Manchester contro il City, vinto da quest'ultimo per 1-0 davanti a un pubblico record di 31 213 spettatori.
Il cammino in FA Women's Cup si è interrotto già al quarto turno, dove la squadra è stata sconfitta dal Manchester City. In FA Women's League Cup la squadra aveva superato la fase a gruppi come prima classificata nel girone C a punteggio pieno; nella fase a eliminazione diretta ha eliminato il Brighton & Hove nei quarti di finale, venendo poi sconfitta in semifinale dal Chelsea.

## Maglie e sponsor
Le tenute di gioco solo le stesse adottate dal Manchester Utd maschile.
| Casa | Trasferta | Terza divisa |

## Rosa
Rosa e numeri di maglia come da sito societario.
| N. |                        | Ruolo | Calciatrice            |
| -- | ---------------------- | ----- | ---------------------- |
| 1  | Inghilterra (bandiera) | P     | Siobhan Chamberlain    |
| 2  | Inghilterra (bandiera) | D     | Martha Harris          |
| 3  | Svezia (bandiera)      | D     | Lotta Ökvist           |
| 4  | Inghilterra (bandiera) | D     | Amy Turner             |
| 5  | Inghilterra (bandiera) | D     | Abbie McManus          |
| 6  | Inghilterra (bandiera) | C     | Aimee Palmer           |
| 7  | Inghilterra (bandiera) | A     | Ella Toone             |
| 8  | Inghilterra (bandiera) | C     | Mollie Green           |
| 9  | Inghilterra (bandiera) | A     | Jessica Sigsworth      |
| 10 | Inghilterra (bandiera) | C     | Katie Zelem (capitano) |
| 11 | Inghilterra (bandiera) | A     | Leah Galton            |
| 12 | Galles (bandiera)      | C     | Hayley Ladd            |

| N. |                        | Ruolo | Calciatrice     |
| -- | ---------------------- | ----- | --------------- |
| 13 | Inghilterra (bandiera) | P     | Emily Ramsey    |
| 14 | Paesi Bassi (bandiera) | C     | Jackie Groenen  |
| 15 | Norvegia (bandiera)    | P     | Aurora Mikalsen |
| 16 | Inghilterra (bandiera) | C     | Lauren James    |
| 17 | Scozia (bandiera)      | A     | Elizabeth Arnot |
| 18 | Scozia (bandiera)      | A     | Kirsty Hanson   |
| 19 | Scozia (bandiera)      | A     | Jane Ross       |
| 20 | Scozia (bandiera)      | D     | Kirsty Smith    |
| 21 | Inghilterra (bandiera) | D     | Millie Turner   |
| 22 | Inghilterra (bandiera) | P     | Fran Bentley    |
| 26 | Inghilterra (bandiera) | P     | Rebecca May     |
| 27 | Inghilterra (bandiera) | P     | Mary Earps      |

## Calciomercato

### Sessione estiva
| Acquisti | Acquisti        | Acquisti           | Acquisti |
| R.       | Nome            | da                 | Modalità |
| -------- | --------------- | ------------------ | -------- |
| P        | Mary Earps      | Wolfsburg          | [ 11 ]   |
| P        | Aurora Mikalsen | Kolbotn            | [ 12 ]   |
| D        | Abbie McManus   | Manchester City    | [ 13 ]   |
| D        | Lotta Ökvist    | Hammarby           | [ 14 ]   |
| C        | Jackie Groenen  | 1. FFC Francoforte | [ 15 ]   |
| C        | Hayley Ladd     | Birmingham City    | [ 16 ]   |
| A        | Jane Ross       | West Ham           | [ 17 ]   |

| Cessioni | Cessioni          | Cessioni            | Cessioni    |
| R.       | Nome              | a                   | Modalità    |
| -------- | ----------------- | ------------------- | ----------- |
| D        | Alex Greenwood    | Olympique Lione     | [ 18 ]      |
| D        | Naomi Hartley     | Charlton Athletic   | [ 19 ]      |
| D        | Charlotte Newsham | Huddersfield Town   | in prestito |
| D        | Lucy Roberts      | South Florida Bulls | [ 19 ]      |
| C        | Charlie Devlin    | Charlton Athletic   | [ 19 ]      |
| C        | Aimee Palmer      | Sheffield Utd       | in prestito |
| A        | Ebony Salmon      | Bristol City        | [ 19 ]      |

### Sessione invernale
| Acquisti | Acquisti | Acquisti | Acquisti |
| R.       | Nome     | da       | Modalità |
| -------- | -------- | -------- | -------- |

| Cessioni | Cessioni     | Cessioni      | Cessioni    |
| R.       | Nome         | a             | Modalità    |
| -------- | ------------ | ------------- | ----------- |
| P        | Emily Ramsey | Sheffield Utd | in prestito |
| C        | Mollie Green | Sheffield Utd | in prestito |

## Risultati

### FA Women's Super League

#### Girone di andata
| Arbitro: | Welch |

|          |           |  |
| Weir 48’ | Marcatori |  |

| Arbitro: | Byrne |

|  |           |                 |
|  | Marcatori | 89’ van de Donk |

| Arbitro: | Oliver |

|                              |           |  |
| James 71’ Zelem 90+5’ (rig.) | Marcatori |  |

| Arbitro: | Dowle |

|  |           |                                          |
|  | Marcatori | 13’ Hanson 52’ (aut.) Neville 90+2’ Ross |

| Arbitro: | Conley |

|                          |           |  |
| Hanson 16’ Sigsworth 85’ | Marcatori |  |

| Arbitro: | Packman |

|                   |           |  |
| Mjelde 65’ (rig.) | Marcatori |  |

| Arbitro: | Copeland |

|                                            |           |  |
| James 10’ Galton 29’, 67’ Zelem 87’ (rig.) | Marcatori |  |

| Arbitro: | Fearn |

|                                |           |                     |
| Vetterlein 3’ Baunach 83’, 90’ | Marcatori | 1’ Hanson 80’ James |

| Arbitro: | Hull |

|                                |           |                 |
| James 4’, 45’ Zelem 11’ (rig.) | Marcatori | 2’ (aut.) Earps |

| Solihull 25 marzo 2020, ore 19:30 UTC+0 10ª giornata | Birmingham City | – Annullata | Manchester United | Damson Park |

| Arbitro: | Oliver |

|  |           |            |
|  | Marcatori | 34’ Salmon |

#### Girone di ritorno
| Birkenhead 3 maggio 2020 12ª giornata | Liverpool | – Annullata | Manchester United | Prenton Park |

| Arbitro: | Duckworth |

|                                     |           |  |
| Zelem 58’ (rig.), 87’ Sigsworth 65’ | Marcatori |  |

| Arbitro: | Dowle |

|                        |           |           |
| F. Williams 80’ (rig.) | Marcatori | 30’ James |

| Leigh 12 maggio 2020 15ª giornata | Manchester United | – Annullata | Chelsea | Leigh Sports Village |

| Arbitro: | Yianni |

|               |           |                 |
| A. Whelan 45’ | Marcatori | 1’ (aut.) Walsh |

| Arbitro: | Sykes |

|                          |           |                           |
| D. Turner 68’ Graham 83’ | Marcatori | 21’, 29’ Galton 63’ Toone |

| Leigh 22 marzo 2020 18ª giornata | Manchester United | – Annullata | West Ham | Leigh Sports Village |

| Leigh 28 marzo 2020 19ª giornata | Manchester United | – Annullata | Manchester City | Leigh Sports Village |

| Borehamwood 5 aprile 2020 20ª giornata | Arsenal | – Annullata | Manchester United | Meadow Park |

| Bristol 25 aprile 2020 21ª giornata | Bristol City | – Annullata | Manchester United | Ashton Gate Stadium |

| Leigh 16 maggio 2020 22ª giornata | Manchester United | – Annullata | Birmingham City | Leigh Sports Village |

### FA Women's Cup
| Leigh 25 gennaio 2020 Quarto turno                                                   | Manchester United | 2 – 3 referto            | Manchester City | Leigh Sports Village (1 948 spett.) |
| \| \| \| \| \| James 69’ Hemp 88’ (aut.) \| Marcatori \| 29’, 56’ White 76’ Scott \| |                   |                          |                 |                                     |
|                                                                                      |                   |                          |                 |                                     |
| James 69’ Hemp 88’ (aut.)                                                            | Marcatori         | 29’, 56’ White 76’ Scott |                 |                                     |

### FA Women's League Cup

#### Fase a gruppi
| Leigh 20 ottobre 2019, ore 13:00 UTC+1 Gruppo C - 1ª giornata | Manchester United | 2 – 0 referto | Manchester City | Leigh Sports Village |
| \| \| \| \| \| Zelem 7’ Sigsworth 54’ \| Marcatori \| \|      |                   |               |                 |                      |
|                                                               |                   |               |                 |                      |
| Zelem 7’ Sigsworth 54’                                        | Marcatori         |               |                 |                      |

| Southport 3 novembre 2019, ore 13:30 UTC+0 Gruppo C - 2ª giornata   | Everton   | 0 – 3 referto                     | Manchester United | Haig Avenue |
| \| \| \| \| \| \| Marcatori \| 22’ James 79’ Zelem 86’ A. Turner \| |           |                                   |                   |             |
|                                                                     |           |                                   |                   |             |
|                                                                     | Marcatori | 22’ James 79’ Zelem 86’ A. Turner |                   |             |

| Leigh 21 novembre 2019, ore 20:30 UTC+0 Gruppo C - 3ª giornata                                                                              | Manchester United | 11 – 1 referto | Leicester City | Leigh Sports Village |
| \| \| \| \| \| Sigsworth 1’ Arnot 7’ Toone 21’, 43’, 45’, 73’, 87’ K. Smith 40’ Ross 70’ Ladd 83’ James 90’ \| Marcatori \| 42’ L. Smith \| |                   |                |                |                      |
| |                   |                |                |                      |
| Sigsworth 1’ Arnot 7’ Toone 21’, 43’, 45’, 73’, 87’ K. Smith 40’ Ross 70’ Ladd 83’ James 90’                                                | Marcatori         | 42’ L. Smith   |                |                      |

| Solihull 11 dicembre 2019, ore 20:30 UTC+0 Gruppo C - 4ª giornata         | Birmingham City | 1 – 3 referto                 | Manchester United | Damson Park |
| \| \| \| \| \| Grant 35’ \| Marcatori \| 1’ Arnot 27’ Ross 90+2’ Toone \| |                 |                               |                   |             |
|                                                                           |                 |                               |                   |             |
| Grant 35’                                                                 | Marcatori       | 1’ Arnot 27’ Ross 90+2’ Toone |                   |             |

#### Fase a eliminazione diretta
| Arbitro: | Woods |

|                      |           |                  |
| McManus 13’ Ross 75’ | Marcatori | 83’ (rig.) Green |

| Leigh 29 gennaio 2020, ore 19:30 UTC+0 Semifinali | Manchester United | 0 – 1 referto | Chelsea | Leigh Sports Village |
| \| \| \| \| \| \| Marcatori \| 72’ Mjelde \|      |                   |               |         |                      |
|                                                   |                   |               |         |                      |
|                                                   | Marcatori         | 72’ Mjelde    |         |                      |

## Statistiche

### Statistiche di squadra
| Competizione            | Punti | In casa | In casa | In casa | In casa | In casa | In casa | In trasferta | In trasferta | In trasferta | In trasferta | In trasferta | In trasferta | Totale | Totale | Totale | Totale | Totale | Totale | DR  |
| Competizione            | Punti | G       | V       | N       | P       | Gf      | Gs      | G            | V            | N            | P            | Gf           | Gs           | G      | V      | N      | P      | Gf     | Gs     | DR  |
| ----------------------- | ----- | ------- | ------- | ------- | ------- | ------- | ------- | ------------ | ------------ | ------------ | ------------ | ------------ | ------------ | ------ | ------ | ------ | ------ | ------ | ------ | --- |
| FA Women's Super League | 23    | 7       | 5       | 0       | 2       | 14      | 3       | 7            | 2            | 2            | 3            | 10           | 9            | 14     | 7      | 2      | 5      | 24     | 12     | +12 |
| FA Women's Cup          | -     | 1       | 0       | 0       | 1       | 2       | 3       | 0            | 0            | 0            | 0            | 0            | 0            | 1      | 0      | 0      | 1      | 2      | 3      | -1  |
| FA Women's League Cup   | -     | 4       | 3       | 0       | 1       | 15      | 3       | 2            | 2            | 0            | 0            | 6            | 1            | 6      | 5      | 0      | 1      | 21     | 4      | +17 |
| Totale                  | -     | 12      | 8       | 0       | 4       | 31      | 9       | 9            | 4            | 2            | 3            | 16           | 10           | 21     | 12     | 2      | 7      | 47     | 19     | +28 |

### Andamento in campionato
| Giornata  | 1  | 2  | 3 | 4 | 5 | 6 | 7 | 8 | 9 | 10 | 11 | 12 | 13 | 14 | 15 | 16 | 17 | 18 | 19 | 20 | 21 | 22 |
| --------- | -- | -- | - | - | - | - | - | - | - | -- | -- | -- | -- | -- | -- | -- | -- | -- | -- | -- | -- | -- |
| Luogo     | T  | C  | C | T | C | T | C | T | C | T  | C  | T  | C  | T  | C  | T  | T  | C  | C  | T  | T  | C  |
| Risultato | P  | P  | V | V | V | P | V | P | V | -  | P  | -  | V  | N  | -  | N  | V  | -  | -  | -  | -  | -  |
| Posizione | 11 | 12 | 6 | 4 | 4 | 5 | 5 | 5 | 4 | 4  | 4  | 4  | 4  | 4  | 5  | 5  | 4  | -  | -  | -  | -  | -  |

Legenda:

Luogo: C = Casa; T = Trasferta. Risultato: V = Vittoria; N = Pareggio; P = Sconfitta.

### Statistiche delle giocatrici
| Giocatore      | FA Women's Super League | FA Women's Super League | FA Women's Super League | FA Women's Super League | FA Women's Cup | FA Women's Cup | FA Women's Cup | FA Women's Cup | FA Women's League Cup | FA Women's League Cup | FA Women's League Cup | FA Women's League Cup | Totale   | Totale | Totale      | Totale     |
| Giocatore      | Presenze                | Reti                    | Ammonizioni             | Espulsioni              | Presenze       | Reti           | Ammonizioni    | Espulsioni     | Presenze              | Reti                  | Ammonizioni           | Espulsioni            | Presenze | Reti   | Ammonizioni | Espulsioni |
| -------------- | ----------------------- | ----------------------- | ----------------------- | ----------------------- | -------------- | -------------- | -------------- | -------------- | --------------------- | --------------------- | --------------------- | --------------------- | -------- | ------ | ----------- | ---------- |
| E. Arnot       | 4                       | 0                       | 0                       | 0                       | 1              | 0              | 0              | 0              | 5                     | 2                     | 0                     | 0                     | 10       | 2      | 0           | 0          |
| F. Bentley     | -                       | -                       | -                       | -                       | -              | -              | -              | -              | -                     | -                     | -                     | -                     | -        | -      | -           | -          |
| S. Chamberlain | -                       | -                       | -                       | -                       | -              | -              | -              | -              | -                     | -                     | -                     | -                     | -        | -      | -           | -          |
| M. Earps       | 14                      | -12                     | 0                       | 0                       | 1              | -3             | 0              | 0              | 4                     | -2                    | 0                     | 0                     | 19       | -17    | 0           | 0          |
| L. Galton      | 12                      | 4                       | 0                       | 0                       | -              | -              | -              | -              | 2                     | 0                     | 0                     | 0                     | 14       | 4      | 0           | 0          |
| A. Green       | 0                       | 0                       | 0                       | 0                       | -              | -              | -              | -              | 2                     | 0                     | 0                     | 0                     | 2        | 0      | 0           | 0          |
| J. Groenen     | 12                      | 0                       | 0                       | 0                       | 1              | 0              | 0              | 0              | 3                     | 0                     | 0                     | 0                     | 16       | 0      | 0           | 0          |
| H. Hanson      | 11                      | 3                       | 0                       | 0                       | 1              | 0              | 0              | 0              | 4                     | 0                     | 0                     | 0                     | 16       | 3      | 0           | 0          |
| M. Harris      | 11                      | 0                       | 1                       | 0                       | 0              | 0              | 0              | 0              | 5                     | 0                     | 0                     | 0                     | 16       | 0      | 1           | 0          |
| L. James       | 12                      | 6                       | 7                       | 1                       | 1              | 1              | 0              | 0              | 5                     | 2                     | 2                     | 0                     | 18       | 9      | 9           | 1          |
| H. Ladd        | 14                      | 0                       | 3                       | 0                       | 1              | 0              | 0              | 0              | 6                     | 1                     | 1                     | 0                     | 21       | 1      | 4           | 0          |
| R. May         | 1                       | 0                       | 0                       | 0                       | -              | -              | -              | -              | 0                     | 0                     | 0                     | 0                     | 1        | 0      | 0           | 0          |
| A. McManus     | 11                      | 0                       | 2                       | 0                       | 1              | 0              | 0              | 0              | 6                     | 1                     | 1                     | 0                     | 18       | 1      | 3           | 0          |
| A. Mikalsen    | 0                       | 0                       | 0                       | 0                       | 0              | 0              | 0              | 0              | 1                     | -1                    | 0                     | 0                     | 1        | -1     | 0           | 0          |
| L. Ökvist      | 3                       | 0                       | 0                       | 0                       | 0              | 0              | 0              | 0              | 3                     | 0                     | 0                     | 0                     | 6        | 0      | 0           | 0          |
| A. Palmer      | 0                       | 0                       | 0                       | 0                       | 0              | 0              | 0              | 0              | -                     | -                     | -                     | -                     | 0        | 0      | 0           | 0          |
| E. Ramsey      | 0                       | 0                       | 0                       | 0                       | -              | -              | -              | -              | 1                     | -1                    | 0                     | 0                     | 1        | -1     | 0           | 0          |
| J. Ross        | 11                      | 1                       | 0                       | 0                       | 1              | 0              | 0              | 0              | 6                     | 3                     | 0                     | 0                     | 18       | 4      | 0           | 0          |
| J. Sigsworth   | 14                      | 2                       | 1                       | 0                       | 1              | 0              | 0              | 0              | 5                     | 2                     | 2                     | 0                     | 20       | 4      | 3           | 0          |
| K. Smith       | 8                       | 0                       | 2                       | 0                       | 1              | 0              | 0              | 0              | 4                     | 1                     | 0                     | 0                     | 13       | 1      | 2           | 0          |
| E. Toone       | 13                      | 1                       | 2                       | 1                       | -              | -              | -              | -              | 5                     | 6                     | 1                     | 0                     | 18       | 7      | 3           | 1          |
| A. Turner      | 13                      | 0                       | 2                       | 0                       | 1              | 0              | 0              | 0              | 5                     | 1                     | 1                     | 0                     | 19       | 1      | 3           | 0          |
| M. Turner      | 14                      | 0                       | 1                       | 0                       | 1              | 0              | 0              | 0              | 5                     | 0                     | 1                     | 0                     | 20       | 0      | 2           | 0          |
| K. Zelem       | 14                      | 5                       | 4                       | 0                       | 1              | 0              | 0              | 0              | 6                     | 2                     | 0                     | 0                     | 21       | 7      | 4           | 0          |